# Hotel Hesperia Valencia
El Hesperia & WTC Valencia conocido como Hotel Hesperia Valencia, es un hotel 5 estrellas en Venezuela perteneciente a la cadena hotelera española NH Hotel Group. Este hotel se encuentra ubicado dentro del complejo World Trade Center Valencia en el Municipio Naguanagua al norte de la ciudad de Valencia en Venezuela. Se considera el hotel más grande e importante del Estado Carabobo. 

## Ubicación
Se encuentra localizado dentro del Complejo WTV Valencia en la Avenida Salvador Feo La Cruz con Callejón Mañongo en el Municipio Naguanagua (perteneciente a la ciudad de Valencia) a escasos 300 metros de la Autopista Circunvalación del Este teniendo esta importante arteria vial para conectarse con el Aeropuerto Internacional Arturo Michelena y la zona Industrial de la ciudad.

## Resumen
El proyecto fue aprobado por la Asociación Mundial de World Trade Centers el 19 de marzo del 2006 en Paris, Francia, comenzando a mediados de ese mismo año las obras. Fue inaugurado el 20 de octubre de 2009.
La torre del hotel consta de 15 pisos y 350 suites para un total de 20.000 mts2 de construcción; teniendo también varios restaurantes, lobby bar, piano bar, pool, spa y un casino al nivel del lobby. La torre del hotel se conecta con la Torre de Oficinas del Complejo WTV Valencia y con el Rio Convention Center, el centro de convenciones más grande del país.
El Hesperia & WTC posea la suite presidencial más lujosa y grande de toda Venezuela, inaugurada a principios del año 2015.